# Ville Walo
Pour les articles homonymes, voir Walo (homonymie).
Ne doit pas être confondu avec le chanteur finlandais Ville Valo.
Ville Walo (né en 1975) est un jongleur finlandais.

## Biographie
Ville Walo commence à jongler en 1991, et devient jongleur professionnel en 1995. Son travail de jonglage et de manipulation, avec les objets traditionnels tels balles, massues, anneaux, boîtes de cigares, ou des objets issus du quotidien, inclut les disciplines comme la marionnette, la prestidigitation et la vidéo. Ses sources d’inspiration sont la danse à claquettes de comédies musicales anciennes, en particulier de Fred Astaire et Gene Kelly, et les mouvements de l’art expérimental du début du XXe siècle : le futurisme, le Bauhaus et le modernisme russe. Il combine la danse et le jonglage.
Ville Walo a collaboré avec des jongleurs comme Maksim Komaro, Jay Gilligan, ainsi que la Jérome Thomas Company. Il fait partie de Peapot Video, une compagnie qui produit des vidéos de jonglage.
Ville Walo est l’organisateur, avec Maksim Komaro (Circo Aereo) du « 5-3-1 », festival de jonglage nouveau et expérimental, dont il est le directeur artistique. Il est aussi directeur artistique du Cirko Festival du Nouveau cirque, à Helsinki. En 2006, le Conseil des arts de Finlande accorde à Walo une subvention pour cinq ans. Il est en résidence au Centre des arts du cirque de Basse-Normandie, à Cherbourg (France), du 1er juin au 30 août 2006, et au PACT, en Allemagne, du 6 janvier au 14 février 2008.

## Citation
«Notre conception de l’autre est toujours d’une certaine façon fictionnelle. Dans ce sens, chacun se sent toujours seul à l’intérieur des limites de sa propre conscience. Il y a plus d’informations dans les silences, les quiproquos, les gestes, le rythme des pauses que dans les mots effectivement échangés. »